# Dinastia Vasa

escut d'armes de la família Vasa

La casa o dinastia de Vasa va ser la dinastia regnant a Suècia entre el 1523 i el 1654 i a Polònia entre el 1587 i el 1668.

## Reis i reines de Suècia
- Gustau I de Suècia (1521-1560)
- Eric XIV (1560-1568)
- Joan III de Suècia (1568-1592)
- Segimon III Vasa (1592-1599)
- Carles IX de Suècia (1599-1611)
- Gustau II Adolf (1611-1632)
- Cristina de Suècia (1632-1654)

El 1654, Cristina, filla de Gustau II Adolf, el guanyador protestant de la Guerra dels Trenta Anys, va abdicar, convertint-se al catolicisme i abandonant el país. El tron va passar llavors al seu cosí Carles X Gustau de Suècia de la Dinastia Palatina (Pfalz-Zweibrücken), una branca dels Wittelsbach.

## Reis de Polònia

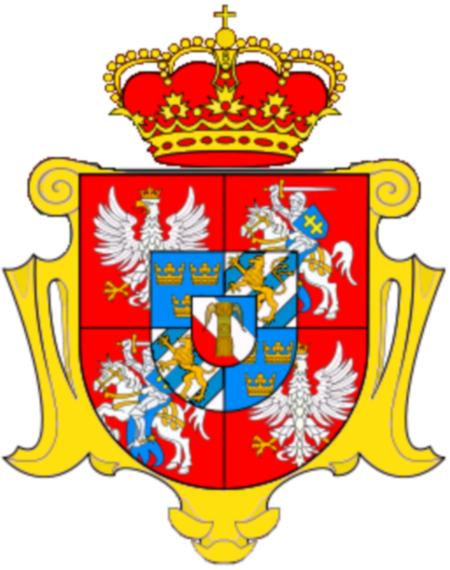
Escut d'armes de la branca polonesa de la Casa de Vasa com a reis escollits de Polònia (Lituània i Rutènia) i de dret hereditaris com a reis de Suècia (Finlàndia i Estònia).

- Segimon III Vasa, rei de 1589-1632, fill de Joan III de Suècia
- Ladislau IV de Polònia, Rei de 1632-1648
- Joan II Casimir Vasa, Rei de 1648-1668

Joan III de Suècia es va casar amb Catalina Jagellón, germana de Segimon II August de Polònia, i quan Segimon va morir sense hereu baró, el seu fill va ser elegit rei de Polònia com Segimon III el 1587. A la mort de Joan, Segimon va obtenir també el tron suec.
Segimon era catòlic, cosa que finalment el va portar a perdre el tron de Suècia, succeït pel seu oncle Carles IX. D'aquesta manera es crearen dues dinasties Vasa: la major, catòlica, governant Polònia i la menor, protestant, governant Suècia. Aquest acord va precipitar nombroses guerres entre ambdós estats. Amb Joan II, la dinastia Vasa polonesa es va extingir.